# Società Industrie Elettroniche
La SIEL, acronimo di Società Industrie Elettroniche, era un'azienda che produceva sintetizzatori e strumenti musicali a tastiera dislocata nelle Marche, ad Acquaviva Picena in provincia di Ascoli Piceno.

## Storia
La nascita della SIEL è da inscrivere nel contesto industriale dello strumento musicale, sviluppatosi nelle Marche tra gli anni '50 e gli anni '80, con industrie come Farfisa, Crumar, Elka, Bontempi, Eko, Welson, LOGAN Electronics S.r.l, CRB elettronica, Elgam, GEM.
Nel 1967 il torinese Carlo Lucarelli si trasferisce nelle Marche per lavorare come progettista elettronico alla Farfisa dove lavorerà fino al 1976, anno in cui lascia la ditta per mettersi in proprio.Fonda così, ad Acquaviva Picena, un'impresa per la progettazione e la produzione di strumenti musicali elettronici: la S.I.EL. Spa.
Nel 1987 la SIEL realizza una joint-venture con la Roland Corporation di Osaka, diventando così la Roland Europe S.p.a.

## Strumenti
La gamma di prodotti della SIEL si compone principalmente di sintetizzatori analogici.
Alcuni di questi sono: Cruise, Orchestra, Orchestra 2, DK-70, Ex-80, DK-80, Expander, Opera 6, DK-600, Dk-700, Kiwi, hb 49.
Ha anche prodotto alcuni accessori per il Commodore 64: interfaccia MIDI, tastiera musicale CMK-49, sintetizzatore Sound Buggy.